# Людвіг Шільффарт
Людвіг Шільффарт (нім. Ludwig Schilffarth; 22 листопада 1894, Майнштокгайм — 10 лютого 1966, Планегг) — німецький воєначальник, генерал-лейтенант люфтваффе (1 лютого 1944).

## Біографія
В 1913/14 роках проходив однорічну строкову службу в 9-му баварському піхотному полку. З початком Першої світової війни призваний в армію, з 15 березня 1918 року — ад'ютант свого полку. Після демобілізації армії залишений в рейхсвері. З 1 жовтня 1920 року — командир взводу, з 1 квітня 1925 року — ад'ютант батальйону, з 1 квітня 1928 року — командир роти, з 1 березня 1931 року — командир 12-ї кулеметної роти 21-го піхотного полку. З 1 лютого 1934 року — начальник навчального штабу зенітного училища в Деберіці, з 1 жовтня 1934 року — у Вустрові. 1 квітня 1935 року переведений в люфтваффе і 1 жовтня 1935 року призначений начальником групи Імперського міністерства авіації. З 1 жовтня 1937 року — начальник штабу інспекції зенітної артилерії. З 1 квітня 1939 року — командир 23-го, з 25 жовтня 1939 року — 202-го зенітного полку, з 17 липня 1940 року — командувач ППО Берліна. Відповідав за безпеку німецької столиці з повітря. З 1 вересня 1941 року — командир 1-ї зенітної дивізії. 20 січня 1943 року відряджений в Італію, де зайняв посаду генерала зенітної артилерії при штабі авіаційної області «Італія». З 1 жовтня 1943 року — генерал люфтваффе при командуванні італійських зенітних військ. З 20 лютого 1944 року — командир 4-ї зенітної дивізії, з 1 листопада 1944 року — генерал зенітної артилерії при штабі 6-ї авіаційної області. З 1 січня 1945 року — командир 6-го зенітного корпусу. 8 травня 1945 року взятий в полон союзниками. 31 березня 1947 року звільнений.

## Нагороди
- Залізний хрест 2-го і 1-го класу
- Орден «За заслуги» (Баварія) 4-го класу з мечами
- Нагрудний знак «За поранення» в чорному
- Почесний хрест ветерана війни з мечами
- Медаль «За вислугу років у Вермахті» 4-го, 3-го, 2-го і 1-го класу (25 років)